# Gran Premio motociclistico di Catalogna 2020
Il Gran Premio motociclistico di Catalogna 2020 è stata la nona prova su quindici del motomondiale 2020 ed è stato disputato il 27 settembre sul circuito di Catalogna. Le vittorie nelle tre classi sono andate rispettivamente a: Fabio Quartararo in MotoGP, Luca Marini in Moto2 e Darryn Binder in Moto3.

## MotoGP

### Arrivati al traguardo
| Pos. | Nº | Pilota            | Squadra                     | Motocicletta       | Giri | Tempo     | Griglia | Punti |
| ---- | -- | ----------------- | --------------------------- | ------------------ | ---- | --------- | ------- | ----- |
| 1º   | 20 | Fabio Quartararo  | Petronas Yamaha SRT         | Yamaha YZR-M1      | 24   | 40'33.176 | 2º      | 25    |
| 2º   | 36 | Joan Mir          | Suzuki Ecstar               | Suzuki GSX-RR      | 24   | +0.928    | 8º      | 20    |
| 3º   | 42 | Álex Rins         | Suzuki Ecstar               | Suzuki GSX-RR      | 24   | +1.898    | 13º     | 16    |
| 4º   | 21 | Franco Morbidelli | Petronas Yamaha SRT         | Yamaha YZR-M1      | 24   | +2.846    | 1º      | 13    |
| 5º   | 43 | Jack Miller       | Pramac Racing               | Ducati Desmosedici | 24   | +3.391    | 4º      | 11    |
| 6º   | 63 | Francesco Bagnaia | Pramac Racing               | Ducati Desmosedici | 24   | +3.518    | 14º     | 10    |
| 7º   | 30 | Takaaki Nakagami  | LCR Honda Idemitsu          | Honda RC213V       | 24   | +3.671    | 11º     | 9     |
| 8º   | 9  | Danilo Petrucci   | Ducati Team                 | Ducati Desmosedici | 24   | +6.117    | 9º      | 8     |
| 9º   | 12 | Maverick Viñales  | Monster Energy Yamaha       | Yamaha YZR-M1      | 24   | +13.607   | 5º      | 7     |
| 10º  | 35 | Cal Crutchlow     | LCR Honda Castrol           | Honda RC213V       | 24   | +14.483   | 16º     | 6     |
| 11º  | 33 | Brad Binder       | Red Bull KTM Factory Racing | KTM RC16           | 24   | +14.927   | 10º     | 5     |
| 12º  | 41 | Aleix Espargaró   | Aprilia Racing Team Gresini | Aprilia RS-GP      | 24   | +15.647   | 15º     | 4     |
| 13º  | 73 | Álex Márquez      | Repsol Honda                | Honda RC213V       | 24   | +17.327   | 18º     | 3     |
| 14º  | 27 | Iker Lecuona      | Red Bull KTM Tech 3         | KTM RC16           | 24   | +27.066   | 19º     | 2     |
| 15º  | 53 | Esteve Rabat      | Esponsorama Racing          | Ducati Desmosedici | 24   | +27.282   | 22º     | 1     |
| 16º  | 38 | Bradley Smith     | Aprilia Racing Team Gresini | Aprilia RS-GP      | 24   | +28.736   | 21º     |       |
| 17º  | 6  | Stefan Bradl      | Repsol Honda                | Honda RC213V       | 24   | +32.643   | 20º     |       |

### Ritirato
| Nº | Pilota           | Squadra                     | Motocicletta       | Giri | Griglia |
| -- | ---------------- | --------------------------- | ------------------ | ---- | ------- |
| 88 | Miguel Oliveira  | Red Bull KTM Tech 3         | KTM RC16           | 18   | 12º     |
| 46 | Valentino Rossi  | Monster Energy Yamaha       | Yamaha YZR-M1      | 15   | 3º      |
| 44 | Pol Espargaró    | Red Bull KTM Factory Racing | KTM RC16           | 12   | 7º      |
| 5  | Johann Zarco     | Esponsorama Racing          | Ducati Desmosedici | 0    | 6º      |
| 4  | Andrea Dovizioso | Ducati Team                 | Ducati Desmosedici | 0    | 17º     |

## Moto2

### Arrivati al traguardo
| Pos. | Nº | Pilota                      | Squadra                  | Motocicletta | Giri | Tempo     | Griglia | Punti |
| ---- | -- | --------------------------- | ------------------------ | ------------ | ---- | --------- | ------- | ----- |
| 1º   | 10 | Luca Marini                 | SKY Racing Team VR46     | Kalex        | 22   | 38'11.103 | 1º      | 25    |
| 2º   | 22 | Sam Lowes                   | EG 0,0 Marc VDS          | Kalex        | 22   | +0.981    | 3º      | 20    |
| 3º   | 21 | Fabio Di Giannantonio       | HDR Heidrun Speed Up     | Speed Up     | 22   | +4.399    | 4º      | 16    |
| 4º   | 9  | Jorge Navarro               | HDR Heidrun Speed Up     | Speed Up     | 22   | +5.608    | 2º      | 13    |
| 5º   | 16 | Joe Roberts                 | Tennor American Racing   | Kalex        | 22   | +5.797    | 7º      | 11    |
| 6º   | 33 | Enea Bastianini             | Italtrans Racing         | Kalex        | 22   | +6.080    | 10º     | 10    |
| 7º   | 72 | Marco Bezzecchi             | SKY Racing Team VR46     | Kalex        | 22   | +8.552    | 6º      | 9     |
| 8º   | 44 | Arón Canet                  | Inde Aspar Team          | Speed Up     | 22   | +9.928    | 19º     | 8     |
| 9º   | 42 | Marcos Ramírez              | Tennor American Racing   | Kalex        | 22   | +14.874   | 8º      | 7     |
| 10º  | 23 | Marcel Schrötter            | Liqui Moly Intact GP     | Kalex        | 22   | +15.058   | 14º     | 6     |
| 11º  | 12 | Thomas Lüthi                | Liqui Moly Intact GP     | Kalex        | 22   | +17.687   | 11º     | 5     |
| 12º  | 45 | Tetsuta Nagashima           | Red Bull KTM Ajo         | Kalex        | 22   | +18.910   | 18º     | 4     |
| 13º  | 40 | Héctor Garzó                | Flexbox HP 40            | Kalex        | 22   | +19.017   | 22º     | 3     |
| 14º  | 57 | Edgar Pons                  | Federal Oil Gresini      | Kalex        | 22   | +19.315   | 17º     | 2     |
| 15º  | 24 | Simone Corsi                | MV Agusta Forward Racing | MV Agusta F2 | 22   | +20.404   | 21º     | 1     |
| 16º  | 87 | Remy Gardner                | Onexox TKKR SAG          | Kalex        | 22   | +24.358   | 16º     |       |
| 17º  | 64 | Bo Bendsneyder              | NTS RW Racing GP         | NTS          | 22   | +27.561   | 28º     |       |
| 18º  | 55 | Hafizh Syahrin              | Inde Aspar Team          | Speed Up     | 22   | +36.014   | 25º     |       |
| 19º  | 27 | Andi Farid Izdihar          | Idemitsu Honda Team Asia | Kalex        | 22   | +36.101   | 29º     |       |
| 20º  | 99 | Kasma Daniel Bin Kasmayudin | Onexox TKKR SAG          | Kalex        | 22   | +37.659   | 27º     |       |
| 21º  | 74 | Piotr Biesiekirski          | NTS RW Racing GP         | NTS          | 22   | +1:00.256 | 30º     |       |

### Ritirati
| Nº | Pilota              | Squadra                  | Motocicletta | Giri | Griglia |
| -- | ------------------- | ------------------------ | ------------ | ---- | ------- |
| 7  | Lorenzo Baldassarri | Flexbox HP 40            | Kalex        | 21   | 24º     |
| 37 | Augusto Fernández   | EG 0,0 Marc VDS          | Kalex        | 20   | 12º     |
| 35 | Somkiat Chantra     | Idemitsu Honda Team Asia | Kalex        | 20   | 26º     |
| 88 | Jorge Martín        | Red Bull KTM Ajo         | Kalex        | 14   | 13º     |
| 97 | Xavi Vierge         | Petronas Sprinta Racing  | Kalex        | 7    | 9º      |
| 96 | Jake Dixon          | Petronas Sprinta Racing  | Kalex        | 5    | 5º      |
| 11 | Nicolò Bulega       | Federal Oil Gresini      | Kalex        | 3    | 15º     |
| 19 | Lorenzo Dalla Porta | Italtrans Racing         | Kalex        | 2    | 23º     |
| 62 | Stefano Manzi       | MV Agusta Forward Racing | MV Agusta F2 | 2    | 20º     |

## Moto3

### Arrivati al traguardo
| Pos. | Nº | Pilota             | Squadra                       | Motocicletta | Giri | Tempo     | Griglia | Punti |
| ---- | -- | ------------------ | ----------------------------- | ------------ | ---- | --------- | ------- | ----- |
| 1º   | 40 | Darryn Binder      | CIP Green Power               | KTM          | 21   | 38'32.507 | 9º      | 25    |
| 2º   | 14 | Tony Arbolino      | Rivacold Snipers              | Honda        | 21   | +0.103    | 1º      | 20    |
| 3º   | 7  | Dennis Foggia      | Leopard Racing                | Honda        | 21   | +0.157    | 13º     | 16    |
| 4º   | 11 | Sergio García      | Estrella Galicia 0,0          | Honda        | 21   | +0.232    | 10º     | 13    |
| 5º   | 21 | Alonso López       | Sterilgarda Max Racing Team   | Husqvarna    | 21   | +0.386    | 16º     | 11    |
| 6º   | 55 | Romano Fenati      | Sterilgarda Max Racing Team   | Husqvarna    | 21   | +1.436    | 15º     | 10    |
| 7º   | 5  | Jaume Masiá        | Leopard Racing                | Honda        | 21   | +1.218    | 5º      | 9     |
| 8º   | 13 | Celestino Vietti   | SKY Racing Team VR46          | KTM          | 21   | +1.293    | 17º     | 8     |
| 9º   | 23 | Niccolò Antonelli  | SIC58 Squadra Corse           | Honda        | 21   | +1.928    | 6º      | 7     |
| 10º  | 2  | Gabriel Rodrigo    | Kömmerling Gresini            | Honda        | 21   | +1.932    | 3º      | 6     |
| 11º  | 79 | Ai Ogura           | Honda Team Asia               | Honda        | 21   | +2.012    | 24º     | 5     |
| 12º  | 12 | Filip Salač        | Rivacold Snipers              | Honda        | 21   | +2.536    | 7º      | 4     |
| 13º  | 25 | Raúl Fernández     | Red Bull KTM Ajo              | KTM          | 21   | +3.572    | 2º      | 3     |
| 14º  | 82 | Stefano Nepa       | Gaviota Aspar Team            | KTM          | 21   | +4.800    | 25º     | 2     |
| 15º  | 6  | Ryusei Yamanaka    | Estrella Galicia 0,0          | Honda        | 21   | +5.042    | 26º     | 1     |
| 16º  | 70 | Barry Baltus       | CarXpert PrüstelGP            | KTM          | 21   | +5.656    | 31º     |       |
| 17º  | 71 | Ayumu Sasaki       | Red Bull KTM Tech 3           | KTM          | 21   | +6.729    | 18º     |       |
| 18º  | 27 | Kaito Toba         | Red Bull KTM Ajo              | KTM          | 21   | +13.566   | 8º      |       |
| 19º  | 52 | Jeremy Alcoba      | Estrella Galicia 0,0          | Honda        | 21   | +14.205   | 14º     |       |
| 20º  | 54 | Riccardo Rossi     | BOE Skull Rider Facile Energy | KTM          | 21   | +14.437   | 20º     |       |
| 21º  | 92 | Yuki Kunii         | Honda Team Asia               | Honda        | 21   | +23.202   | 29º     |       |
| 22º  | 50 | Jason Dupasquier   | CarXpert PrüstelGP            | KTM          | 21   | +25.032   | 23º     |       |
| 23º  | 73 | Maximilian Kofler  | CIP Green Power               | KTM          | 21   | +35.469   | 30º     |       |
| 24º  | 89 | Khairul Idham Pawi | Petronas Sprinta Racing       | Honda        | 21   | +35.496   | 27º     |       |

### Ritirati
| Nº | Pilota             | Squadra                       | Motocicletta | Giri | Griglia |
| -- | ------------------ | ----------------------------- | ------------ | ---- | ------- |
| 16 | Andrea Migno       | SKY Racing Team VR46          | KTM          | 18   | 11º     |
| 99 | Carlos Tatay       | Reale Avintia                 | KTM          | 17   | 21º     |
| 9  | Davide Pizzoli     | BOE Skull Rider Facile Energy | KTM          | 11   | 28º     |
| 53 | Deniz Öncü         | Red Bull KTM Tech 3           | KTM          | 8    | 22º     |
| 20 | José Julián García | SIC58 Squadra Corse           | Honda        | 8    | 19º     |
| 17 | John McPhee        | Petronas Sprinta Racing       | Honda        | 5    | 12º     |
| 75 | Albert Arenas      | Gaviota Aspar Team            | KTM          | 5    | 4º      |